# Sauropelta edwardsorum
Sauropelta (il cui nome significa "lucertola scudo") è un genere estinto di dinosauro ankylosauride nodosauride vissuto nel Cretaceo inferiore circa 108,5 milioni di anni fa, in Nord America. L'unica specie ascritta a questo genere è S. edwardsorum, anche se alcuni paleontologi sostengono possano essercene altre. Dal punto di vista anatomico, il Sauropelta è uno dei nodosauridi meglio conosciuti, grazie anche a una discreta quantità di fossili provenienti da Wyoming, Montana e, forse, anche Utah.
Si tratta di un dinosauro di medie dimensioni, lungo circa 5 metri (16,5 piedi), di cui più o meno la metà rappresentati dalla coda. Sebbene fosse più piccolo di un odierno rinoceronte nero, ne possedeva la stessa massa, con un peso di circa 1.500 kg (3.300 lb). Il peso era dovuto perlopiù alla sua spessa armatura ossea, ornata di complessi corni cheratinosi che spuntavano dal collo dell'animale e due più massicci dalle spalle.

## Etimologia
Nel 1970, Ostrom coniò il nome del genere Sauropelta in cui includere i vari campioni raccolti. Il nome del genere deriva dal greco antico e si compone della parola σαυρος/sauros ('lucertola') e πελτε/pelte ('scudo'), in riferimento alla spessa armatura ossea dell'animale. Anche se Ostrom aveva originariamente chiamato la specie S. edwardsi, il nomenclaturista George Olshevsky corresse l'ortografia in S. edwardsorum, nel 1991, per rispettare la grammatica del latino.

## Descrizione

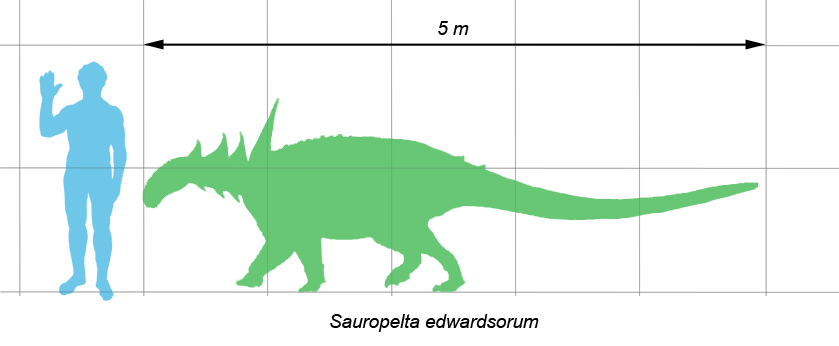
Dimensioni di S. edwardsorum in confronto ad un uomo. Ogni segmento della griglia rappresenta un metro quadro.

Il Sauropelta era un dinosauro erbivoro dal corpo corpulento e quadrupede, lungo circa 5 metri (16,5 piedi), di cui più o meno la metà rappresentata dalla coda. Il cranio, di forma vagamente triangolare se visto dall'alto, era lungo circa 35 cm (13,75 in) e aveva la base più larga restringendosi verso la punta, che terminava in un piccolo becco corneo. A differenza degli altri nodosauridi, il tetto del cranio era tipicamente piatto e non a cupola, ma molto spesso e ricoperto di placche ossee così ben fuse tra loro da far sembrare il tutto un unico pezzo, come visto in altri dinosauri del tipo Panoplosaurus, Pawpawsaurus, Silvisaurus e molti altri ankylosauridi. I denti avevano la tipica forma a foglia, con una cresta ossea tagliente alla fine di entrambe le mascelle, superiore ed inferiore, come visto in altri Anchilosauri. Questa cresta probabilmente sosteneva un becco cheratinoso.
La coda del Sauropelta era simile a quella della maggior parte dei nodosauridi, lunga quasi la metà della lunghezza del corpo e composta tra le quaranta e le cinquanta vertebre caudali. Alcuni tendini ossificati irrigidivano la coda in tutta la sua lunghezza. Il corpo dell'animale era largo e basso, con bacino e torace ampi. Gli arti anteriori erano più corti di quelli posteriori, il che gli dava un aspetto arcuato, in cui il punto più alto era sui fianchi. I piedi, gli arti, le spalle e il bacino erano particolarmente robusti, in grado di sostenere il peso dell'animale.
Come gli altri nodosauridi, il Sauropelta era ricoperto da un'armatura biologica, costituita da scudi e tubercoli ossei immersi in una sorta di pelle indurita che andava a formare una vera e propria corazza dermica. La scoperta di un esemplare il cui scheletro era ancora ricoperto da tale armatura, ha permesso agli scienziati (tra cui Carpenter) di descrivere e studiare accuratamente tale struttura. L' "armatura" partiva dal collo, dove si divideva in due file parallele di osteodermi lungo l'asse anteroposteriore. Sulla superficie superiore della schiena e della coda, la pelle era coperta da piccoli noduli ossei che separavano tra loro i grandi studi dermici conici, disposti in fila paralleli lungo l'asse medio-laterale.
Ai fianchi, gli osteodermi e le piastre cornee erano strettamente connesse tra loro formando una superficie unita e compatta, struttura chiamata scudo sacrale. Tale struttura è stata ritrovata anche in altri nodosauridi come il Polacanthus e l'Antarctopelta. Le lunghe spine o corni ossei che spuntavano dal collo, formavano due file parallele, che aumentavano di dimensioni man mano che sia avvicinavano alle spalle, per poi decrescere sempre più fino ad interrompersi completamente ai fianchi. Dietro i fianchi, si trovavano piastre triangolari allineate sulla coda su entrambi i lati, che puntavano lateralmente verso l'esterno, decrescendo in dimensioni fino alla fine della coda. Originariamente, Carpenter pensava che le numerose spine del collo dell'animale facessero parte di una singola fila. In seguito ad una rivalutazione dello stesso Carpenter e di Jim Kirkland, si è scoperto che l'animale possedeva una doppia fila di spunzoni paralleli ai lati del collo. La fila superiore di spine, puntava verso l'alto con un'inclinazione verso posteriore, mentre la fila inferiore aveva spunzoni più piccoli che puntavano all'esterno. Le basi di ciascuna coppia di spine cervicale e ciascuna coppia delle piastre caudali erano fuse insieme, limitando notevolmente la mobilità sia del collo sia della base della coda dell'animale.

## Classificazione
Il Sauropelta fu descritto per la prima volta nel 1970 da parte di John Ostrom, che lo classificò come appartenente alla famiglia dei Nodosauridae. I nodosauridi, insieme alla famiglia degli ankylosauridae, fa parte dell'infraordine di Ankylosauria. A differenza dei loro cugini più famosi i nodosauridi sono caratterizzati da un cranio più allungato e stretto che presenta una curvatura verso il basso e mancano di mazza caudale. Tuttavia entrambe le famiglie condividevano gli stessi territori, vivendo in Nord America, in Asia e in Europa.
Nonostante la sistematica che classifica i nodosauridi non sia ancora del tutto definita, i generi Sauropelta, Silvisaurus e Pawpawsaurus sono spesso considerati come generi basali della famiglia, geologicamente più primitivi di animali come il Panoplosaurus, l'Edmontonia e l'Animantarx. In un'analisi del 2001, Carpenter incluse i primi tre animali qui sopra citati in un unico clade correlato al resto dei nodosauridi, nonostante nutrisse dei dubbi sulla classificazione del Panoplosaurus.
Di seguito è riportato un cladogramma, della famiglia dei Nodosaridi, pubblicato nel 2011, da Richard S. Thompson, Jolyon C. Parish, Susannah C. R. Maidment e Paul M. Barrett.
|  | Mymoorapelta                                                  |
|  |                                                               |
|  | \| \| Hylaeosaurus \| \| \| \| \| \| Anoplosaurus \| \| \| \| |
|  |                                                               |
|  | Hylaeosaurus                                                  |
|  |                                                               |
|  | Anoplosaurus                                                  |
|  |                                                               |

|  | Hylaeosaurus |
|  |              |
|  | Anoplosaurus |
|  |              |

|  | Gastonia                                                     |
|  |                                                              |
|  | \| \| Peloroplites \| \| \| \| \| \| Polacanthus \| \| \| \| |
|  |                                                              |
|  | Peloroplites                                                 |
|  |                                                              |
|  | Polacanthus                                                  |
|  |                                                              |

|  | Peloroplites |
|  |              |
|  | Polacanthus  |
|  |              |

|  | Gastonia                                                     |
|  |                                                              |
|  | \| \| Peloroplites \| \| \| \| \| \| Polacanthus \| \| \| \| |
|  |                                                              |
|  | Peloroplites                                                 |
|  |                                                              |
|  | Polacanthus                                                  |
|  |                                                              |

|  | Peloroplites |
|  |              |
|  | Polacanthus  |
|  |              |

|  | Struthiosaurus  |
|  |                 |
|  | Zhejiangosaurus |
|  |                 |

|  | Niobrarasaurus                                               |
|  |                                                              |
|  | Nodosaurus                                                   |
|  |                                                              |
|  | Pawpawsaurus                                                 |
|  |                                                              |
|  | Sauropelta                                                   |
|  |                                                              |
|  | Silvisaurus                                                  |
|  |                                                              |
|  | Stegopelta                                                   |
|  |                                                              |
|  | Texasetes                                                    |
|  |                                                              |
|  | \| \| Edmontonia \| \| \| \| \| \| Panoplosaurus \| \| \| \| |
|  |                                                              |
|  | Edmontonia                                                   |
|  |                                                              |
|  | Panoplosaurus                                                |
|  |                                                              |

|  | Edmontonia    |
|  |               |
|  | Panoplosaurus |
|  |               |

|  | Niobrarasaurus                                               |
|  |                                                              |
|  | Nodosaurus                                                   |
|  |                                                              |
|  | Pawpawsaurus                                                 |
|  |                                                              |
|  | Sauropelta                                                   |
|  |                                                              |
|  | Silvisaurus                                                  |
|  |                                                              |
|  | Stegopelta                                                   |
|  |                                                              |
|  | Texasetes                                                    |
|  |                                                              |
|  | \| \| Edmontonia \| \| \| \| \| \| Panoplosaurus \| \| \| \| |
|  |                                                              |
|  | Edmontonia                                                   |
|  |                                                              |
|  | Panoplosaurus                                                |
|  |                                                              |

|  | Edmontonia    |
|  |               |
|  | Panoplosaurus |
|  |               |

|  | Niobrarasaurus                                               |
|  |                                                              |
|  | Nodosaurus                                                   |
|  |                                                              |
|  | Pawpawsaurus                                                 |
|  |                                                              |
|  | Sauropelta                                                   |
|  |                                                              |
|  | Silvisaurus                                                  |
|  |                                                              |
|  | Stegopelta                                                   |
|  |                                                              |
|  | Texasetes                                                    |
|  |                                                              |
|  | \| \| Edmontonia \| \| \| \| \| \| Panoplosaurus \| \| \| \| |
|  |                                                              |
|  | Edmontonia                                                   |
|  |                                                              |
|  | Panoplosaurus                                                |
|  |                                                              |

|  | Edmontonia    |
|  |               |
|  | Panoplosaurus |
|  |               |

|  | Niobrarasaurus                                               |
|  |                                                              |
|  | Nodosaurus                                                   |
|  |                                                              |
|  | Pawpawsaurus                                                 |
|  |                                                              |
|  | Sauropelta                                                   |
|  |                                                              |
|  | Silvisaurus                                                  |
|  |                                                              |
|  | Stegopelta                                                   |
|  |                                                              |
|  | Texasetes                                                    |
|  |                                                              |
|  | \| \| Edmontonia \| \| \| \| \| \| Panoplosaurus \| \| \| \| |
|  |                                                              |
|  | Edmontonia                                                   |
|  |                                                              |
|  | Panoplosaurus                                                |
|  |                                                              |

|  | Edmontonia    |
|  |               |
|  | Panoplosaurus |
|  |               |

|  | Struthiosaurus  |
|  |                 |
|  | Zhejiangosaurus |
|  |                 |

|  | Niobrarasaurus                                               |
|  |                                                              |
|  | Nodosaurus                                                   |
|  |                                                              |
|  | Pawpawsaurus                                                 |
|  |                                                              |
|  | Sauropelta                                                   |
|  |                                                              |
|  | Silvisaurus                                                  |
|  |                                                              |
|  | Stegopelta                                                   |
|  |                                                              |
|  | Texasetes                                                    |
|  |                                                              |
|  | \| \| Edmontonia \| \| \| \| \| \| Panoplosaurus \| \| \| \| |
|  |                                                              |
|  | Edmontonia                                                   |
|  |                                                              |
|  | Panoplosaurus                                                |
|  |                                                              |

|  | Edmontonia    |
|  |               |
|  | Panoplosaurus |
|  |               |

|  | Niobrarasaurus                                               |
|  |                                                              |
|  | Nodosaurus                                                   |
|  |                                                              |
|  | Pawpawsaurus                                                 |
|  |                                                              |
|  | Sauropelta                                                   |
|  |                                                              |
|  | Silvisaurus                                                  |
|  |                                                              |
|  | Stegopelta                                                   |
|  |                                                              |
|  | Texasetes                                                    |
|  |                                                              |
|  | \| \| Edmontonia \| \| \| \| \| \| Panoplosaurus \| \| \| \| |
|  |                                                              |
|  | Edmontonia                                                   |
|  |                                                              |
|  | Panoplosaurus                                                |
|  |                                                              |

|  | Edmontonia    |
|  |               |
|  | Panoplosaurus |
|  |               |

|  | Niobrarasaurus                                               |
|  |                                                              |
|  | Nodosaurus                                                   |
|  |                                                              |
|  | Pawpawsaurus                                                 |
|  |                                                              |
|  | Sauropelta                                                   |
|  |                                                              |
|  | Silvisaurus                                                  |
|  |                                                              |
|  | Stegopelta                                                   |
|  |                                                              |
|  | Texasetes                                                    |
|  |                                                              |
|  | \| \| Edmontonia \| \| \| \| \| \| Panoplosaurus \| \| \| \| |
|  |                                                              |
|  | Edmontonia                                                   |
|  |                                                              |
|  | Panoplosaurus                                                |
|  |                                                              |

|  | Edmontonia    |
|  |               |
|  | Panoplosaurus |
|  |               |

|  | Niobrarasaurus                                               |
|  |                                                              |
|  | Nodosaurus                                                   |
|  |                                                              |
|  | Pawpawsaurus                                                 |
|  |                                                              |
|  | Sauropelta                                                   |
|  |                                                              |
|  | Silvisaurus                                                  |
|  |                                                              |
|  | Stegopelta                                                   |
|  |                                                              |
|  | Texasetes                                                    |
|  |                                                              |
|  | \| \| Edmontonia \| \| \| \| \| \| Panoplosaurus \| \| \| \| |
|  |                                                              |
|  | Edmontonia                                                   |
|  |                                                              |
|  | Panoplosaurus                                                |
|  |                                                              |

|  | Edmontonia    |
|  |               |
|  | Panoplosaurus |
|  |               |

|  | Gastonia                                                     |
|  |                                                              |
|  | \| \| Peloroplites \| \| \| \| \| \| Polacanthus \| \| \| \| |
|  |                                                              |
|  | Peloroplites                                                 |
|  |                                                              |
|  | Polacanthus                                                  |
|  |                                                              |

|  | Peloroplites |
|  |              |
|  | Polacanthus  |
|  |              |

|  | Gastonia                                                     |
|  |                                                              |
|  | \| \| Peloroplites \| \| \| \| \| \| Polacanthus \| \| \| \| |
|  |                                                              |
|  | Peloroplites                                                 |
|  |                                                              |
|  | Polacanthus                                                  |
|  |                                                              |

|  | Peloroplites |
|  |              |
|  | Polacanthus  |
|  |              |

|  | Struthiosaurus  |
|  |                 |
|  | Zhejiangosaurus |
|  |                 |

|  | Niobrarasaurus                                               |
|  |                                                              |
|  | Nodosaurus                                                   |
|  |                                                              |
|  | Pawpawsaurus                                                 |
|  |                                                              |
|  | Sauropelta                                                   |
|  |                                                              |
|  | Silvisaurus                                                  |
|  |                                                              |
|  | Stegopelta                                                   |
|  |                                                              |
|  | Texasetes                                                    |
|  |                                                              |
|  | \| \| Edmontonia \| \| \| \| \| \| Panoplosaurus \| \| \| \| |
|  |                                                              |
|  | Edmontonia                                                   |
|  |                                                              |
|  | Panoplosaurus                                                |
|  |                                                              |

|  | Edmontonia    |
|  |               |
|  | Panoplosaurus |
|  |               |

|  | Niobrarasaurus                                               |
|  |                                                              |
|  | Nodosaurus                                                   |
|  |                                                              |
|  | Pawpawsaurus                                                 |
|  |                                                              |
|  | Sauropelta                                                   |
|  |                                                              |
|  | Silvisaurus                                                  |
|  |                                                              |
|  | Stegopelta                                                   |
|  |                                                              |
|  | Texasetes                                                    |
|  |                                                              |
|  | \| \| Edmontonia \| \| \| \| \| \| Panoplosaurus \| \| \| \| |
|  |                                                              |
|  | Edmontonia                                                   |
|  |                                                              |
|  | Panoplosaurus                                                |
|  |                                                              |

|  | Edmontonia    |
|  |               |
|  | Panoplosaurus |
|  |               |

|  | Niobrarasaurus                                               |
|  |                                                              |
|  | Nodosaurus                                                   |
|  |                                                              |
|  | Pawpawsaurus                                                 |
|  |                                                              |
|  | Sauropelta                                                   |
|  |                                                              |
|  | Silvisaurus                                                  |
|  |                                                              |
|  | Stegopelta                                                   |
|  |                                                              |
|  | Texasetes                                                    |
|  |                                                              |
|  | \| \| Edmontonia \| \| \| \| \| \| Panoplosaurus \| \| \| \| |
|  |                                                              |
|  | Edmontonia                                                   |
|  |                                                              |
|  | Panoplosaurus                                                |
|  |                                                              |

|  | Edmontonia    |
|  |               |
|  | Panoplosaurus |
|  |               |

|  | Niobrarasaurus                                               |
|  |                                                              |
|  | Nodosaurus                                                   |
|  |                                                              |
|  | Pawpawsaurus                                                 |
|  |                                                              |
|  | Sauropelta                                                   |
|  |                                                              |
|  | Silvisaurus                                                  |
|  |                                                              |
|  | Stegopelta                                                   |
|  |                                                              |
|  | Texasetes                                                    |
|  |                                                              |
|  | \| \| Edmontonia \| \| \| \| \| \| Panoplosaurus \| \| \| \| |
|  |                                                              |
|  | Edmontonia                                                   |
|  |                                                              |
|  | Panoplosaurus                                                |
|  |                                                              |

|  | Edmontonia    |
|  |               |
|  | Panoplosaurus |
|  |               |

|  | Struthiosaurus  |
|  |                 |
|  | Zhejiangosaurus |
|  |                 |

|  | Niobrarasaurus                                               |
|  |                                                              |
|  | Nodosaurus                                                   |
|  |                                                              |
|  | Pawpawsaurus                                                 |
|  |                                                              |
|  | Sauropelta                                                   |
|  |                                                              |
|  | Silvisaurus                                                  |
|  |                                                              |
|  | Stegopelta                                                   |
|  |                                                              |
|  | Texasetes                                                    |
|  |                                                              |
|  | \| \| Edmontonia \| \| \| \| \| \| Panoplosaurus \| \| \| \| |
|  |                                                              |
|  | Edmontonia                                                   |
|  |                                                              |
|  | Panoplosaurus                                                |
|  |                                                              |

|  | Edmontonia    |
|  |               |
|  | Panoplosaurus |
|  |               |

|  | Niobrarasaurus                                               |
|  |                                                              |
|  | Nodosaurus                                                   |
|  |                                                              |
|  | Pawpawsaurus                                                 |
|  |                                                              |
|  | Sauropelta                                                   |
|  |                                                              |
|  | Silvisaurus                                                  |
|  |                                                              |
|  | Stegopelta                                                   |
|  |                                                              |
|  | Texasetes                                                    |
|  |                                                              |
|  | \| \| Edmontonia \| \| \| \| \| \| Panoplosaurus \| \| \| \| |
|  |                                                              |
|  | Edmontonia                                                   |
|  |                                                              |
|  | Panoplosaurus                                                |
|  |                                                              |

|  | Edmontonia    |
|  |               |
|  | Panoplosaurus |
|  |               |

|  | Niobrarasaurus                                               |
|  |                                                              |
|  | Nodosaurus                                                   |
|  |                                                              |
|  | Pawpawsaurus                                                 |
|  |                                                              |
|  | Sauropelta                                                   |
|  |                                                              |
|  | Silvisaurus                                                  |
|  |                                                              |
|  | Stegopelta                                                   |
|  |                                                              |
|  | Texasetes                                                    |
|  |                                                              |
|  | \| \| Edmontonia \| \| \| \| \| \| Panoplosaurus \| \| \| \| |
|  |                                                              |
|  | Edmontonia                                                   |
|  |                                                              |
|  | Panoplosaurus                                                |
|  |                                                              |

|  | Edmontonia    |
|  |               |
|  | Panoplosaurus |
|  |               |

|  | Niobrarasaurus                                               |
|  |                                                              |
|  | Nodosaurus                                                   |
|  |                                                              |
|  | Pawpawsaurus                                                 |
|  |                                                              |
|  | Sauropelta                                                   |
|  |                                                              |
|  | Silvisaurus                                                  |
|  |                                                              |
|  | Stegopelta                                                   |
|  |                                                              |
|  | Texasetes                                                    |
|  |                                                              |
|  | \| \| Edmontonia \| \| \| \| \| \| Panoplosaurus \| \| \| \| |
|  |                                                              |
|  | Edmontonia                                                   |
|  |                                                              |
|  | Panoplosaurus                                                |
|  |                                                              |

|  | Edmontonia    |
|  |               |
|  | Panoplosaurus |
|  |               |

|  | Mymoorapelta                                                  |
|  |                                                               |
|  | \| \| Hylaeosaurus \| \| \| \| \| \| Anoplosaurus \| \| \| \| |
|  |                                                               |
|  | Hylaeosaurus                                                  |
|  |                                                               |
|  | Anoplosaurus                                                  |
|  |                                                               |

|  | Hylaeosaurus |
|  |              |
|  | Anoplosaurus |
|  |              |

|  | Gastonia                                                     |
|  |                                                              |
|  | \| \| Peloroplites \| \| \| \| \| \| Polacanthus \| \| \| \| |
|  |                                                              |
|  | Peloroplites                                                 |
|  |                                                              |
|  | Polacanthus                                                  |
|  |                                                              |

|  | Peloroplites |
|  |              |
|  | Polacanthus  |
|  |              |

|  | Gastonia                                                     |
|  |                                                              |
|  | \| \| Peloroplites \| \| \| \| \| \| Polacanthus \| \| \| \| |
|  |                                                              |
|  | Peloroplites                                                 |
|  |                                                              |
|  | Polacanthus                                                  |
|  |                                                              |

|  | Peloroplites |
|  |              |
|  | Polacanthus  |
|  |              |

|  | Struthiosaurus  |
|  |                 |
|  | Zhejiangosaurus |
|  |                 |

|  | Niobrarasaurus                                               |
|  |                                                              |
|  | Nodosaurus                                                   |
|  |                                                              |
|  | Pawpawsaurus                                                 |
|  |                                                              |
|  | Sauropelta                                                   |
|  |                                                              |
|  | Silvisaurus                                                  |
|  |                                                              |
|  | Stegopelta                                                   |
|  |                                                              |
|  | Texasetes                                                    |
|  |                                                              |
|  | \| \| Edmontonia \| \| \| \| \| \| Panoplosaurus \| \| \| \| |
|  |                                                              |
|  | Edmontonia                                                   |
|  |                                                              |
|  | Panoplosaurus                                                |
|  |                                                              |

|  | Edmontonia    |
|  |               |
|  | Panoplosaurus |
|  |               |

|  | Niobrarasaurus                                               |
|  |                                                              |
|  | Nodosaurus                                                   |
|  |                                                              |
|  | Pawpawsaurus                                                 |
|  |                                                              |
|  | Sauropelta                                                   |
|  |                                                              |
|  | Silvisaurus                                                  |
|  |                                                              |
|  | Stegopelta                                                   |
|  |                                                              |
|  | Texasetes                                                    |
|  |                                                              |
|  | \| \| Edmontonia \| \| \| \| \| \| Panoplosaurus \| \| \| \| |
|  |                                                              |
|  | Edmontonia                                                   |
|  |                                                              |
|  | Panoplosaurus                                                |
|  |                                                              |

|  | Edmontonia    |
|  |               |
|  | Panoplosaurus |
|  |               |

|  | Niobrarasaurus                                               |
|  |                                                              |
|  | Nodosaurus                                                   |
|  |                                                              |
|  | Pawpawsaurus                                                 |
|  |                                                              |
|  | Sauropelta                                                   |
|  |                                                              |
|  | Silvisaurus                                                  |
|  |                                                              |
|  | Stegopelta                                                   |
|  |                                                              |
|  | Texasetes                                                    |
|  |                                                              |
|  | \| \| Edmontonia \| \| \| \| \| \| Panoplosaurus \| \| \| \| |
|  |                                                              |
|  | Edmontonia                                                   |
|  |                                                              |
|  | Panoplosaurus                                                |
|  |                                                              |

|  | Edmontonia    |
|  |               |
|  | Panoplosaurus |
|  |               |

|  | Niobrarasaurus                                               |
|  |                                                              |
|  | Nodosaurus                                                   |
|  |                                                              |
|  | Pawpawsaurus                                                 |
|  |                                                              |
|  | Sauropelta                                                   |
|  |                                                              |
|  | Silvisaurus                                                  |
|  |                                                              |
|  | Stegopelta                                                   |
|  |                                                              |
|  | Texasetes                                                    |
|  |                                                              |
|  | \| \| Edmontonia \| \| \| \| \| \| Panoplosaurus \| \| \| \| |
|  |                                                              |
|  | Edmontonia                                                   |
|  |                                                              |
|  | Panoplosaurus                                                |
|  |                                                              |

|  | Edmontonia    |
|  |               |
|  | Panoplosaurus |
|  |               |

|  | Struthiosaurus  |
|  |                 |
|  | Zhejiangosaurus |
|  |                 |

|  | Niobrarasaurus                                               |
|  |                                                              |
|  | Nodosaurus                                                   |
|  |                                                              |
|  | Pawpawsaurus                                                 |
|  |                                                              |
|  | Sauropelta                                                   |
|  |                                                              |
|  | Silvisaurus                                                  |
|  |                                                              |
|  | Stegopelta                                                   |
|  |                                                              |
|  | Texasetes                                                    |
|  |                                                              |
|  | \| \| Edmontonia \| \| \| \| \| \| Panoplosaurus \| \| \| \| |
|  |                                                              |
|  | Edmontonia                                                   |
|  |                                                              |
|  | Panoplosaurus                                                |
|  |                                                              |

|  | Edmontonia    |
|  |               |
|  | Panoplosaurus |
|  |               |

|  | Niobrarasaurus                                               |
|  |                                                              |
|  | Nodosaurus                                                   |
|  |                                                              |
|  | Pawpawsaurus                                                 |
|  |                                                              |
|  | Sauropelta                                                   |
|  |                                                              |
|  | Silvisaurus                                                  |
|  |                                                              |
|  | Stegopelta                                                   |
|  |                                                              |
|  | Texasetes                                                    |
|  |                                                              |
|  | \| \| Edmontonia \| \| \| \| \| \| Panoplosaurus \| \| \| \| |
|  |                                                              |
|  | Edmontonia                                                   |
|  |                                                              |
|  | Panoplosaurus                                                |
|  |                                                              |

|  | Edmontonia    |
|  |               |
|  | Panoplosaurus |
|  |               |

|  | Niobrarasaurus                                               |
|  |                                                              |
|  | Nodosaurus                                                   |
|  |                                                              |
|  | Pawpawsaurus                                                 |
|  |                                                              |
|  | Sauropelta                                                   |
|  |                                                              |
|  | Silvisaurus                                                  |
|  |                                                              |
|  | Stegopelta                                                   |
|  |                                                              |
|  | Texasetes                                                    |
|  |                                                              |
|  | \| \| Edmontonia \| \| \| \| \| \| Panoplosaurus \| \| \| \| |
|  |                                                              |
|  | Edmontonia                                                   |
|  |                                                              |
|  | Panoplosaurus                                                |
|  |                                                              |

|  | Edmontonia    |
|  |               |
|  | Panoplosaurus |
|  |               |

|  | Niobrarasaurus                                               |
|  |                                                              |
|  | Nodosaurus                                                   |
|  |                                                              |
|  | Pawpawsaurus                                                 |
|  |                                                              |
|  | Sauropelta                                                   |
|  |                                                              |
|  | Silvisaurus                                                  |
|  |                                                              |
|  | Stegopelta                                                   |
|  |                                                              |
|  | Texasetes                                                    |
|  |                                                              |
|  | \| \| Edmontonia \| \| \| \| \| \| Panoplosaurus \| \| \| \| |
|  |                                                              |
|  | Edmontonia                                                   |
|  |                                                              |
|  | Panoplosaurus                                                |
|  |                                                              |

|  | Edmontonia    |
|  |               |
|  | Panoplosaurus |
|  |               |

|  | Gastonia                                                     |
|  |                                                              |
|  | \| \| Peloroplites \| \| \| \| \| \| Polacanthus \| \| \| \| |
|  |                                                              |
|  | Peloroplites                                                 |
|  |                                                              |
|  | Polacanthus                                                  |
|  |                                                              |

|  | Peloroplites |
|  |              |
|  | Polacanthus  |
|  |              |

|  | Gastonia                                                     |
|  |                                                              |
|  | \| \| Peloroplites \| \| \| \| \| \| Polacanthus \| \| \| \| |
|  |                                                              |
|  | Peloroplites                                                 |
|  |                                                              |
|  | Polacanthus                                                  |
|  |                                                              |

|  | Peloroplites |
|  |              |
|  | Polacanthus  |
|  |              |

|  | Struthiosaurus  |
|  |                 |
|  | Zhejiangosaurus |
|  |                 |

|  | Niobrarasaurus                                               |
|  |                                                              |
|  | Nodosaurus                                                   |
|  |                                                              |
|  | Pawpawsaurus                                                 |
|  |                                                              |
|  | Sauropelta                                                   |
|  |                                                              |
|  | Silvisaurus                                                  |
|  |                                                              |
|  | Stegopelta                                                   |
|  |                                                              |
|  | Texasetes                                                    |
|  |                                                              |
|  | \| \| Edmontonia \| \| \| \| \| \| Panoplosaurus \| \| \| \| |
|  |                                                              |
|  | Edmontonia                                                   |
|  |                                                              |
|  | Panoplosaurus                                                |
|  |                                                              |

|  | Edmontonia    |
|  |               |
|  | Panoplosaurus |
|  |               |

|  | Niobrarasaurus                                               |
|  |                                                              |
|  | Nodosaurus                                                   |
|  |                                                              |
|  | Pawpawsaurus                                                 |
|  |                                                              |
|  | Sauropelta                                                   |
|  |                                                              |
|  | Silvisaurus                                                  |
|  |                                                              |
|  | Stegopelta                                                   |
|  |                                                              |
|  | Texasetes                                                    |
|  |                                                              |
|  | \| \| Edmontonia \| \| \| \| \| \| Panoplosaurus \| \| \| \| |
|  |                                                              |
|  | Edmontonia                                                   |
|  |                                                              |
|  | Panoplosaurus                                                |
|  |                                                              |

|  | Edmontonia    |
|  |               |
|  | Panoplosaurus |
|  |               |

|  | Niobrarasaurus                                               |
|  |                                                              |
|  | Nodosaurus                                                   |
|  |                                                              |
|  | Pawpawsaurus                                                 |
|  |                                                              |
|  | Sauropelta                                                   |
|  |                                                              |
|  | Silvisaurus                                                  |
|  |                                                              |
|  | Stegopelta                                                   |
|  |                                                              |
|  | Texasetes                                                    |
|  |                                                              |
|  | \| \| Edmontonia \| \| \| \| \| \| Panoplosaurus \| \| \| \| |
|  |                                                              |
|  | Edmontonia                                                   |
|  |                                                              |
|  | Panoplosaurus                                                |
|  |                                                              |

|  | Edmontonia    |
|  |               |
|  | Panoplosaurus |
|  |               |

|  | Niobrarasaurus                                               |
|  |                                                              |
|  | Nodosaurus                                                   |
|  |                                                              |
|  | Pawpawsaurus                                                 |
|  |                                                              |
|  | Sauropelta                                                   |
|  |                                                              |
|  | Silvisaurus                                                  |
|  |                                                              |
|  | Stegopelta                                                   |
|  |                                                              |
|  | Texasetes                                                    |
|  |                                                              |
|  | \| \| Edmontonia \| \| \| \| \| \| Panoplosaurus \| \| \| \| |
|  |                                                              |
|  | Edmontonia                                                   |
|  |                                                              |
|  | Panoplosaurus                                                |
|  |                                                              |

|  | Edmontonia    |
|  |               |
|  | Panoplosaurus |
|  |               |

|  | Struthiosaurus  |
|  |                 |
|  | Zhejiangosaurus |
|  |                 |

|  | Niobrarasaurus                                               |
|  |                                                              |
|  | Nodosaurus                                                   |
|  |                                                              |
|  | Pawpawsaurus                                                 |
|  |                                                              |
|  | Sauropelta                                                   |
|  |                                                              |
|  | Silvisaurus                                                  |
|  |                                                              |
|  | Stegopelta                                                   |
|  |                                                              |
|  | Texasetes                                                    |
|  |                                                              |
|  | \| \| Edmontonia \| \| \| \| \| \| Panoplosaurus \| \| \| \| |
|  |                                                              |
|  | Edmontonia                                                   |
|  |                                                              |
|  | Panoplosaurus                                                |
|  |                                                              |

|  | Edmontonia    |
|  |               |
|  | Panoplosaurus |
|  |               |

|  | Niobrarasaurus                                               |
|  |                                                              |
|  | Nodosaurus                                                   |
|  |                                                              |
|  | Pawpawsaurus                                                 |
|  |                                                              |
|  | Sauropelta                                                   |
|  |                                                              |
|  | Silvisaurus                                                  |
|  |                                                              |
|  | Stegopelta                                                   |
|  |                                                              |
|  | Texasetes                                                    |
|  |                                                              |
|  | \| \| Edmontonia \| \| \| \| \| \| Panoplosaurus \| \| \| \| |
|  |                                                              |
|  | Edmontonia                                                   |
|  |                                                              |
|  | Panoplosaurus                                                |
|  |                                                              |

|  | Edmontonia    |
|  |               |
|  | Panoplosaurus |
|  |               |

|  | Niobrarasaurus                                               |
|  |                                                              |
|  | Nodosaurus                                                   |
|  |                                                              |
|  | Pawpawsaurus                                                 |
|  |                                                              |
|  | Sauropelta                                                   |
|  |                                                              |
|  | Silvisaurus                                                  |
|  |                                                              |
|  | Stegopelta                                                   |
|  |                                                              |
|  | Texasetes                                                    |
|  |                                                              |
|  | \| \| Edmontonia \| \| \| \| \| \| Panoplosaurus \| \| \| \| |
|  |                                                              |
|  | Edmontonia                                                   |
|  |                                                              |
|  | Panoplosaurus                                                |
|  |                                                              |

|  | Edmontonia    |
|  |               |
|  | Panoplosaurus |
|  |               |

|  | Niobrarasaurus                                               |
|  |                                                              |
|  | Nodosaurus                                                   |
|  |                                                              |
|  | Pawpawsaurus                                                 |
|  |                                                              |
|  | Sauropelta                                                   |
|  |                                                              |
|  | Silvisaurus                                                  |
|  |                                                              |
|  | Stegopelta                                                   |
|  |                                                              |
|  | Texasetes                                                    |
|  |                                                              |
|  | \| \| Edmontonia \| \| \| \| \| \| Panoplosaurus \| \| \| \| |
|  |                                                              |
|  | Edmontonia                                                   |
|  |                                                              |
|  | Panoplosaurus                                                |
|  |                                                              |

|  | Edmontonia    |
|  |               |
|  | Panoplosaurus |
|  |               |

|  | Mymoorapelta                                                  |
|  |                                                               |
|  | \| \| Hylaeosaurus \| \| \| \| \| \| Anoplosaurus \| \| \| \| |
|  |                                                               |
|  | Hylaeosaurus                                                  |
|  |                                                               |
|  | Anoplosaurus                                                  |
|  |                                                               |

|  | Hylaeosaurus |
|  |              |
|  | Anoplosaurus |
|  |              |

|  | Gastonia                                                     |
|  |                                                              |
|  | \| \| Peloroplites \| \| \| \| \| \| Polacanthus \| \| \| \| |
|  |                                                              |
|  | Peloroplites                                                 |
|  |                                                              |
|  | Polacanthus                                                  |
|  |                                                              |

|  | Peloroplites |
|  |              |
|  | Polacanthus  |
|  |              |

|  | Gastonia                                                     |
|  |                                                              |
|  | \| \| Peloroplites \| \| \| \| \| \| Polacanthus \| \| \| \| |
|  |                                                              |
|  | Peloroplites                                                 |
|  |                                                              |
|  | Polacanthus                                                  |
|  |                                                              |

|  | Peloroplites |
|  |              |
|  | Polacanthus  |
|  |              |

|  | Struthiosaurus  |
|  |                 |
|  | Zhejiangosaurus |
|  |                 |

|  | Niobrarasaurus                                               |
|  |                                                              |
|  | Nodosaurus                                                   |
|  |                                                              |
|  | Pawpawsaurus                                                 |
|  |                                                              |
|  | Sauropelta                                                   |
|  |                                                              |
|  | Silvisaurus                                                  |
|  |                                                              |
|  | Stegopelta                                                   |
|  |                                                              |
|  | Texasetes                                                    |
|  |                                                              |
|  | \| \| Edmontonia \| \| \| \| \| \| Panoplosaurus \| \| \| \| |
|  |                                                              |
|  | Edmontonia                                                   |
|  |                                                              |
|  | Panoplosaurus                                                |
|  |                                                              |

|  | Edmontonia    |
|  |               |
|  | Panoplosaurus |
|  |               |

|  | Niobrarasaurus                                               |
|  |                                                              |
|  | Nodosaurus                                                   |
|  |                                                              |
|  | Pawpawsaurus                                                 |
|  |                                                              |
|  | Sauropelta                                                   |
|  |                                                              |
|  | Silvisaurus                                                  |
|  |                                                              |
|  | Stegopelta                                                   |
|  |                                                              |
|  | Texasetes                                                    |
|  |                                                              |
|  | \| \| Edmontonia \| \| \| \| \| \| Panoplosaurus \| \| \| \| |
|  |                                                              |
|  | Edmontonia                                                   |
|  |                                                              |
|  | Panoplosaurus                                                |
|  |                                                              |

|  | Edmontonia    |
|  |               |
|  | Panoplosaurus |
|  |               |

|  | Niobrarasaurus                                               |
|  |                                                              |
|  | Nodosaurus                                                   |
|  |                                                              |
|  | Pawpawsaurus                                                 |
|  |                                                              |
|  | Sauropelta                                                   |
|  |                                                              |
|  | Silvisaurus                                                  |
|  |                                                              |
|  | Stegopelta                                                   |
|  |                                                              |
|  | Texasetes                                                    |
|  |                                                              |
|  | \| \| Edmontonia \| \| \| \| \| \| Panoplosaurus \| \| \| \| |
|  |                                                              |
|  | Edmontonia                                                   |
|  |                                                              |
|  | Panoplosaurus                                                |
|  |                                                              |

|  | Edmontonia    |
|  |               |
|  | Panoplosaurus |
|  |               |

|  | Niobrarasaurus                                               |
|  |                                                              |
|  | Nodosaurus                                                   |
|  |                                                              |
|  | Pawpawsaurus                                                 |
|  |                                                              |
|  | Sauropelta                                                   |
|  |                                                              |
|  | Silvisaurus                                                  |
|  |                                                              |
|  | Stegopelta                                                   |
|  |                                                              |
|  | Texasetes                                                    |
|  |                                                              |
|  | \| \| Edmontonia \| \| \| \| \| \| Panoplosaurus \| \| \| \| |
|  |                                                              |
|  | Edmontonia                                                   |
|  |                                                              |
|  | Panoplosaurus                                                |
|  |                                                              |

|  | Edmontonia    |
|  |               |
|  | Panoplosaurus |
|  |               |

|  | Struthiosaurus  |
|  |                 |
|  | Zhejiangosaurus |
|  |                 |

|  | Niobrarasaurus                                               |
|  |                                                              |
|  | Nodosaurus                                                   |
|  |                                                              |
|  | Pawpawsaurus                                                 |
|  |                                                              |
|  | Sauropelta                                                   |
|  |                                                              |
|  | Silvisaurus                                                  |
|  |                                                              |
|  | Stegopelta                                                   |
|  |                                                              |
|  | Texasetes                                                    |
|  |                                                              |
|  | \| \| Edmontonia \| \| \| \| \| \| Panoplosaurus \| \| \| \| |
|  |                                                              |
|  | Edmontonia                                                   |
|  |                                                              |
|  | Panoplosaurus                                                |
|  |                                                              |

|  | Edmontonia    |
|  |               |
|  | Panoplosaurus |
|  |               |

|  | Niobrarasaurus                                               |
|  |                                                              |
|  | Nodosaurus                                                   |
|  |                                                              |
|  | Pawpawsaurus                                                 |
|  |                                                              |
|  | Sauropelta                                                   |
|  |                                                              |
|  | Silvisaurus                                                  |
|  |                                                              |
|  | Stegopelta                                                   |
|  |                                                              |
|  | Texasetes                                                    |
|  |                                                              |
|  | \| \| Edmontonia \| \| \| \| \| \| Panoplosaurus \| \| \| \| |
|  |                                                              |
|  | Edmontonia                                                   |
|  |                                                              |
|  | Panoplosaurus                                                |
|  |                                                              |

|  | Edmontonia    |
|  |               |
|  | Panoplosaurus |
|  |               |

|  | Niobrarasaurus                                               |
|  |                                                              |
|  | Nodosaurus                                                   |
|  |                                                              |
|  | Pawpawsaurus                                                 |
|  |                                                              |
|  | Sauropelta                                                   |
|  |                                                              |
|  | Silvisaurus                                                  |
|  |                                                              |
|  | Stegopelta                                                   |
|  |                                                              |
|  | Texasetes                                                    |
|  |                                                              |
|  | \| \| Edmontonia \| \| \| \| \| \| Panoplosaurus \| \| \| \| |
|  |                                                              |
|  | Edmontonia                                                   |
|  |                                                              |
|  | Panoplosaurus                                                |
|  |                                                              |

|  | Edmontonia    |
|  |               |
|  | Panoplosaurus |
|  |               |

|  | Niobrarasaurus                                               |
|  |                                                              |
|  | Nodosaurus                                                   |
|  |                                                              |
|  | Pawpawsaurus                                                 |
|  |                                                              |
|  | Sauropelta                                                   |
|  |                                                              |
|  | Silvisaurus                                                  |
|  |                                                              |
|  | Stegopelta                                                   |
|  |                                                              |
|  | Texasetes                                                    |
|  |                                                              |
|  | \| \| Edmontonia \| \| \| \| \| \| Panoplosaurus \| \| \| \| |
|  |                                                              |
|  | Edmontonia                                                   |
|  |                                                              |
|  | Panoplosaurus                                                |
|  |                                                              |

|  | Edmontonia    |
|  |               |
|  | Panoplosaurus |
|  |               |

|  | Gastonia                                                     |
|  |                                                              |
|  | \| \| Peloroplites \| \| \| \| \| \| Polacanthus \| \| \| \| |
|  |                                                              |
|  | Peloroplites                                                 |
|  |                                                              |
|  | Polacanthus                                                  |
|  |                                                              |

|  | Peloroplites |
|  |              |
|  | Polacanthus  |
|  |              |

|  | Gastonia                                                     |
|  |                                                              |
|  | \| \| Peloroplites \| \| \| \| \| \| Polacanthus \| \| \| \| |
|  |                                                              |
|  | Peloroplites                                                 |
|  |                                                              |
|  | Polacanthus                                                  |
|  |                                                              |

|  | Peloroplites |
|  |              |
|  | Polacanthus  |
|  |              |

|  | Struthiosaurus  |
|  |                 |
|  | Zhejiangosaurus |
|  |                 |

|  | Niobrarasaurus                                               |
|  |                                                              |
|  | Nodosaurus                                                   |
|  |                                                              |
|  | Pawpawsaurus                                                 |
|  |                                                              |
|  | Sauropelta                                                   |
|  |                                                              |
|  | Silvisaurus                                                  |
|  |                                                              |
|  | Stegopelta                                                   |
|  |                                                              |
|  | Texasetes                                                    |
|  |                                                              |
|  | \| \| Edmontonia \| \| \| \| \| \| Panoplosaurus \| \| \| \| |
|  |                                                              |
|  | Edmontonia                                                   |
|  |                                                              |
|  | Panoplosaurus                                                |
|  |                                                              |

|  | Edmontonia    |
|  |               |
|  | Panoplosaurus |
|  |               |

|  | Niobrarasaurus                                               |
|  |                                                              |
|  | Nodosaurus                                                   |
|  |                                                              |
|  | Pawpawsaurus                                                 |
|  |                                                              |
|  | Sauropelta                                                   |
|  |                                                              |
|  | Silvisaurus                                                  |
|  |                                                              |
|  | Stegopelta                                                   |
|  |                                                              |
|  | Texasetes                                                    |
|  |                                                              |
|  | \| \| Edmontonia \| \| \| \| \| \| Panoplosaurus \| \| \| \| |
|  |                                                              |
|  | Edmontonia                                                   |
|  |                                                              |
|  | Panoplosaurus                                                |
|  |                                                              |

|  | Edmontonia    |
|  |               |
|  | Panoplosaurus |
|  |               |

|  | Niobrarasaurus                                               |
|  |                                                              |
|  | Nodosaurus                                                   |
|  |                                                              |
|  | Pawpawsaurus                                                 |
|  |                                                              |
|  | Sauropelta                                                   |
|  |                                                              |
|  | Silvisaurus                                                  |
|  |                                                              |
|  | Stegopelta                                                   |
|  |                                                              |
|  | Texasetes                                                    |
|  |                                                              |
|  | \| \| Edmontonia \| \| \| \| \| \| Panoplosaurus \| \| \| \| |
|  |                                                              |
|  | Edmontonia                                                   |
|  |                                                              |
|  | Panoplosaurus                                                |
|  |                                                              |

|  | Edmontonia    |
|  |               |
|  | Panoplosaurus |
|  |               |

|  | Niobrarasaurus                                               |
|  |                                                              |
|  | Nodosaurus                                                   |
|  |                                                              |
|  | Pawpawsaurus                                                 |
|  |                                                              |
|  | Sauropelta                                                   |
|  |                                                              |
|  | Silvisaurus                                                  |
|  |                                                              |
|  | Stegopelta                                                   |
|  |                                                              |
|  | Texasetes                                                    |
|  |                                                              |
|  | \| \| Edmontonia \| \| \| \| \| \| Panoplosaurus \| \| \| \| |
|  |                                                              |
|  | Edmontonia                                                   |
|  |                                                              |
|  | Panoplosaurus                                                |
|  |                                                              |

|  | Edmontonia    |
|  |               |
|  | Panoplosaurus |
|  |               |

|  | Struthiosaurus  |
|  |                 |
|  | Zhejiangosaurus |
|  |                 |

|  | Niobrarasaurus                                               |
|  |                                                              |
|  | Nodosaurus                                                   |
|  |                                                              |
|  | Pawpawsaurus                                                 |
|  |                                                              |
|  | Sauropelta                                                   |
|  |                                                              |
|  | Silvisaurus                                                  |
|  |                                                              |
|  | Stegopelta                                                   |
|  |                                                              |
|  | Texasetes                                                    |
|  |                                                              |
|  | \| \| Edmontonia \| \| \| \| \| \| Panoplosaurus \| \| \| \| |
|  |                                                              |
|  | Edmontonia                                                   |
|  |                                                              |
|  | Panoplosaurus                                                |
|  |                                                              |

|  | Edmontonia    |
|  |               |
|  | Panoplosaurus |
|  |               |

|  | Niobrarasaurus                                               |
|  |                                                              |
|  | Nodosaurus                                                   |
|  |                                                              |
|  | Pawpawsaurus                                                 |
|  |                                                              |
|  | Sauropelta                                                   |
|  |                                                              |
|  | Silvisaurus                                                  |
|  |                                                              |
|  | Stegopelta                                                   |
|  |                                                              |
|  | Texasetes                                                    |
|  |                                                              |
|  | \| \| Edmontonia \| \| \| \| \| \| Panoplosaurus \| \| \| \| |
|  |                                                              |
|  | Edmontonia                                                   |
|  |                                                              |
|  | Panoplosaurus                                                |
|  |                                                              |

|  | Edmontonia    |
|  |               |
|  | Panoplosaurus |
|  |               |

|  | Niobrarasaurus                                               |
|  |                                                              |
|  | Nodosaurus                                                   |
|  |                                                              |
|  | Pawpawsaurus                                                 |
|  |                                                              |
|  | Sauropelta                                                   |
|  |                                                              |
|  | Silvisaurus                                                  |
|  |                                                              |
|  | Stegopelta                                                   |
|  |                                                              |
|  | Texasetes                                                    |
|  |                                                              |
|  | \| \| Edmontonia \| \| \| \| \| \| Panoplosaurus \| \| \| \| |
|  |                                                              |
|  | Edmontonia                                                   |
|  |                                                              |
|  | Panoplosaurus                                                |
|  |                                                              |

|  | Edmontonia    |
|  |               |
|  | Panoplosaurus |
|  |               |

|  | Niobrarasaurus                                               |
|  |                                                              |
|  | Nodosaurus                                                   |
|  |                                                              |
|  | Pawpawsaurus                                                 |
|  |                                                              |
|  | Sauropelta                                                   |
|  |                                                              |
|  | Silvisaurus                                                  |
|  |                                                              |
|  | Stegopelta                                                   |
|  |                                                              |
|  | Texasetes                                                    |
|  |                                                              |
|  | \| \| Edmontonia \| \| \| \| \| \| Panoplosaurus \| \| \| \| |
|  |                                                              |
|  | Edmontonia                                                   |
|  |                                                              |
|  | Panoplosaurus                                                |
|  |                                                              |

|  | Edmontonia    |
|  |               |
|  | Panoplosaurus |
|  |               |

|  | Mymoorapelta                                                  |
|  |                                                               |
|  | \| \| Hylaeosaurus \| \| \| \| \| \| Anoplosaurus \| \| \| \| |
|  |                                                               |
|  | Hylaeosaurus                                                  |
|  |                                                               |
|  | Anoplosaurus                                                  |
|  |                                                               |

|  | Hylaeosaurus |
|  |              |
|  | Anoplosaurus |
|  |              |

|  | Gastonia                                                     |
|  |                                                              |
|  | \| \| Peloroplites \| \| \| \| \| \| Polacanthus \| \| \| \| |
|  |                                                              |
|  | Peloroplites                                                 |
|  |                                                              |
|  | Polacanthus                                                  |
|  |                                                              |

|  | Peloroplites |
|  |              |
|  | Polacanthus  |
|  |              |

|  | Gastonia                                                     |
|  |                                                              |
|  | \| \| Peloroplites \| \| \| \| \| \| Polacanthus \| \| \| \| |
|  |                                                              |
|  | Peloroplites                                                 |
|  |                                                              |
|  | Polacanthus                                                  |
|  |                                                              |

|  | Peloroplites |
|  |              |
|  | Polacanthus  |
|  |              |

|  | Struthiosaurus  |
|  |                 |
|  | Zhejiangosaurus |
|  |                 |

|  | Niobrarasaurus                                               |
|  |                                                              |
|  | Nodosaurus                                                   |
|  |                                                              |
|  | Pawpawsaurus                                                 |
|  |                                                              |
|  | Sauropelta                                                   |
|  |                                                              |
|  | Silvisaurus                                                  |
|  |                                                              |
|  | Stegopelta                                                   |
|  |                                                              |
|  | Texasetes                                                    |
|  |                                                              |
|  | \| \| Edmontonia \| \| \| \| \| \| Panoplosaurus \| \| \| \| |
|  |                                                              |
|  | Edmontonia                                                   |
|  |                                                              |
|  | Panoplosaurus                                                |
|  |                                                              |

|  | Edmontonia    |
|  |               |
|  | Panoplosaurus |
|  |               |

|  | Niobrarasaurus                                               |
|  |                                                              |
|  | Nodosaurus                                                   |
|  |                                                              |
|  | Pawpawsaurus                                                 |
|  |                                                              |
|  | Sauropelta                                                   |
|  |                                                              |
|  | Silvisaurus                                                  |
|  |                                                              |
|  | Stegopelta                                                   |
|  |                                                              |
|  | Texasetes                                                    |
|  |                                                              |
|  | \| \| Edmontonia \| \| \| \| \| \| Panoplosaurus \| \| \| \| |
|  |                                                              |
|  | Edmontonia                                                   |
|  |                                                              |
|  | Panoplosaurus                                                |
|  |                                                              |

|  | Edmontonia    |
|  |               |
|  | Panoplosaurus |
|  |               |

|  | Niobrarasaurus                                               |
|  |                                                              |
|  | Nodosaurus                                                   |
|  |                                                              |
|  | Pawpawsaurus                                                 |
|  |                                                              |
|  | Sauropelta                                                   |
|  |                                                              |
|  | Silvisaurus                                                  |
|  |                                                              |
|  | Stegopelta                                                   |
|  |                                                              |
|  | Texasetes                                                    |
|  |                                                              |
|  | \| \| Edmontonia \| \| \| \| \| \| Panoplosaurus \| \| \| \| |
|  |                                                              |
|  | Edmontonia                                                   |
|  |                                                              |
|  | Panoplosaurus                                                |
|  |                                                              |

|  | Edmontonia    |
|  |               |
|  | Panoplosaurus |
|  |               |

|  | Niobrarasaurus                                               |
|  |                                                              |
|  | Nodosaurus                                                   |
|  |                                                              |
|  | Pawpawsaurus                                                 |
|  |                                                              |
|  | Sauropelta                                                   |
|  |                                                              |
|  | Silvisaurus                                                  |
|  |                                                              |
|  | Stegopelta                                                   |
|  |                                                              |
|  | Texasetes                                                    |
|  |                                                              |
|  | \| \| Edmontonia \| \| \| \| \| \| Panoplosaurus \| \| \| \| |
|  |                                                              |
|  | Edmontonia                                                   |
|  |                                                              |
|  | Panoplosaurus                                                |
|  |                                                              |

|  | Edmontonia    |
|  |               |
|  | Panoplosaurus |
|  |               |

|  | Struthiosaurus  |
|  |                 |
|  | Zhejiangosaurus |
|  |                 |

|  | Niobrarasaurus                                               |
|  |                                                              |
|  | Nodosaurus                                                   |
|  |                                                              |
|  | Pawpawsaurus                                                 |
|  |                                                              |
|  | Sauropelta                                                   |
|  |                                                              |
|  | Silvisaurus                                                  |
|  |                                                              |
|  | Stegopelta                                                   |
|  |                                                              |
|  | Texasetes                                                    |
|  |                                                              |
|  | \| \| Edmontonia \| \| \| \| \| \| Panoplosaurus \| \| \| \| |
|  |                                                              |
|  | Edmontonia                                                   |
|  |                                                              |
|  | Panoplosaurus                                                |
|  |                                                              |

|  | Edmontonia    |
|  |               |
|  | Panoplosaurus |
|  |               |

|  | Niobrarasaurus                                               |
|  |                                                              |
|  | Nodosaurus                                                   |
|  |                                                              |
|  | Pawpawsaurus                                                 |
|  |                                                              |
|  | Sauropelta                                                   |
|  |                                                              |
|  | Silvisaurus                                                  |
|  |                                                              |
|  | Stegopelta                                                   |
|  |                                                              |
|  | Texasetes                                                    |
|  |                                                              |
|  | \| \| Edmontonia \| \| \| \| \| \| Panoplosaurus \| \| \| \| |
|  |                                                              |
|  | Edmontonia                                                   |
|  |                                                              |
|  | Panoplosaurus                                                |
|  |                                                              |

|  | Edmontonia    |
|  |               |
|  | Panoplosaurus |
|  |               |

|  | Niobrarasaurus                                               |
|  |                                                              |
|  | Nodosaurus                                                   |
|  |                                                              |
|  | Pawpawsaurus                                                 |
|  |                                                              |
|  | Sauropelta                                                   |
|  |                                                              |
|  | Silvisaurus                                                  |
|  |                                                              |
|  | Stegopelta                                                   |
|  |                                                              |
|  | Texasetes                                                    |
|  |                                                              |
|  | \| \| Edmontonia \| \| \| \| \| \| Panoplosaurus \| \| \| \| |
|  |                                                              |
|  | Edmontonia                                                   |
|  |                                                              |
|  | Panoplosaurus                                                |
|  |                                                              |

|  | Edmontonia    |
|  |               |
|  | Panoplosaurus |
|  |               |

|  | Niobrarasaurus                                               |
|  |                                                              |
|  | Nodosaurus                                                   |
|  |                                                              |
|  | Pawpawsaurus                                                 |
|  |                                                              |
|  | Sauropelta                                                   |
|  |                                                              |
|  | Silvisaurus                                                  |
|  |                                                              |
|  | Stegopelta                                                   |
|  |                                                              |
|  | Texasetes                                                    |
|  |                                                              |
|  | \| \| Edmontonia \| \| \| \| \| \| Panoplosaurus \| \| \| \| |
|  |                                                              |
|  | Edmontonia                                                   |
|  |                                                              |
|  | Panoplosaurus                                                |
|  |                                                              |

|  | Edmontonia    |
|  |               |
|  | Panoplosaurus |
|  |               |

|  | Gastonia                                                     |
|  |                                                              |
|  | \| \| Peloroplites \| \| \| \| \| \| Polacanthus \| \| \| \| |
|  |                                                              |
|  | Peloroplites                                                 |
|  |                                                              |
|  | Polacanthus                                                  |
|  |                                                              |

|  | Peloroplites |
|  |              |
|  | Polacanthus  |
|  |              |

|  | Gastonia                                                     |
|  |                                                              |
|  | \| \| Peloroplites \| \| \| \| \| \| Polacanthus \| \| \| \| |
|  |                                                              |
|  | Peloroplites                                                 |
|  |                                                              |
|  | Polacanthus                                                  |
|  |                                                              |

|  | Peloroplites |
|  |              |
|  | Polacanthus  |
|  |              |

|  | Struthiosaurus  |
|  |                 |
|  | Zhejiangosaurus |
|  |                 |

|  | Niobrarasaurus                                               |
|  |                                                              |
|  | Nodosaurus                                                   |
|  |                                                              |
|  | Pawpawsaurus                                                 |
|  |                                                              |
|  | Sauropelta                                                   |
|  |                                                              |
|  | Silvisaurus                                                  |
|  |                                                              |
|  | Stegopelta                                                   |
|  |                                                              |
|  | Texasetes                                                    |
|  |                                                              |
|  | \| \| Edmontonia \| \| \| \| \| \| Panoplosaurus \| \| \| \| |
|  |                                                              |
|  | Edmontonia                                                   |
|  |                                                              |
|  | Panoplosaurus                                                |
|  |                                                              |

|  | Edmontonia    |
|  |               |
|  | Panoplosaurus |
|  |               |

|  | Niobrarasaurus                                               |
|  |                                                              |
|  | Nodosaurus                                                   |
|  |                                                              |
|  | Pawpawsaurus                                                 |
|  |                                                              |
|  | Sauropelta                                                   |
|  |                                                              |
|  | Silvisaurus                                                  |
|  |                                                              |
|  | Stegopelta                                                   |
|  |                                                              |
|  | Texasetes                                                    |
|  |                                                              |
|  | \| \| Edmontonia \| \| \| \| \| \| Panoplosaurus \| \| \| \| |
|  |                                                              |
|  | Edmontonia                                                   |
|  |                                                              |
|  | Panoplosaurus                                                |
|  |                                                              |

|  | Edmontonia    |
|  |               |
|  | Panoplosaurus |
|  |               |

|  | Niobrarasaurus                                               |
|  |                                                              |
|  | Nodosaurus                                                   |
|  |                                                              |
|  | Pawpawsaurus                                                 |
|  |                                                              |
|  | Sauropelta                                                   |
|  |                                                              |
|  | Silvisaurus                                                  |
|  |                                                              |
|  | Stegopelta                                                   |
|  |                                                              |
|  | Texasetes                                                    |
|  |                                                              |
|  | \| \| Edmontonia \| \| \| \| \| \| Panoplosaurus \| \| \| \| |
|  |                                                              |
|  | Edmontonia                                                   |
|  |                                                              |
|  | Panoplosaurus                                                |
|  |                                                              |

|  | Edmontonia    |
|  |               |
|  | Panoplosaurus |
|  |               |

|  | Niobrarasaurus                                               |
|  |                                                              |
|  | Nodosaurus                                                   |
|  |                                                              |
|  | Pawpawsaurus                                                 |
|  |                                                              |
|  | Sauropelta                                                   |
|  |                                                              |
|  | Silvisaurus                                                  |
|  |                                                              |
|  | Stegopelta                                                   |
|  |                                                              |
|  | Texasetes                                                    |
|  |                                                              |
|  | \| \| Edmontonia \| \| \| \| \| \| Panoplosaurus \| \| \| \| |
|  |                                                              |
|  | Edmontonia                                                   |
|  |                                                              |
|  | Panoplosaurus                                                |
|  |                                                              |

|  | Edmontonia    |
|  |               |
|  | Panoplosaurus |
|  |               |

|  | Struthiosaurus  |
|  |                 |
|  | Zhejiangosaurus |
|  |                 |

|  | Niobrarasaurus                                               |
|  |                                                              |
|  | Nodosaurus                                                   |
|  |                                                              |
|  | Pawpawsaurus                                                 |
|  |                                                              |
|  | Sauropelta                                                   |
|  |                                                              |
|  | Silvisaurus                                                  |
|  |                                                              |
|  | Stegopelta                                                   |
|  |                                                              |
|  | Texasetes                                                    |
|  |                                                              |
|  | \| \| Edmontonia \| \| \| \| \| \| Panoplosaurus \| \| \| \| |
|  |                                                              |
|  | Edmontonia                                                   |
|  |                                                              |
|  | Panoplosaurus                                                |
|  |                                                              |

|  | Edmontonia    |
|  |               |
|  | Panoplosaurus |
|  |               |

|  | Niobrarasaurus                                               |
|  |                                                              |
|  | Nodosaurus                                                   |
|  |                                                              |
|  | Pawpawsaurus                                                 |
|  |                                                              |
|  | Sauropelta                                                   |
|  |                                                              |
|  | Silvisaurus                                                  |
|  |                                                              |
|  | Stegopelta                                                   |
|  |                                                              |
|  | Texasetes                                                    |
|  |                                                              |
|  | \| \| Edmontonia \| \| \| \| \| \| Panoplosaurus \| \| \| \| |
|  |                                                              |
|  | Edmontonia                                                   |
|  |                                                              |
|  | Panoplosaurus                                                |
|  |                                                              |

|  | Edmontonia    |
|  |               |
|  | Panoplosaurus |
|  |               |

|  | Niobrarasaurus                                               |
|  |                                                              |
|  | Nodosaurus                                                   |
|  |                                                              |
|  | Pawpawsaurus                                                 |
|  |                                                              |
|  | Sauropelta                                                   |
|  |                                                              |
|  | Silvisaurus                                                  |
|  |                                                              |
|  | Stegopelta                                                   |
|  |                                                              |
|  | Texasetes                                                    |
|  |                                                              |
|  | \| \| Edmontonia \| \| \| \| \| \| Panoplosaurus \| \| \| \| |
|  |                                                              |
|  | Edmontonia                                                   |
|  |                                                              |
|  | Panoplosaurus                                                |
|  |                                                              |

|  | Edmontonia    |
|  |               |
|  | Panoplosaurus |
|  |               |

|  | Niobrarasaurus                                               |
|  |                                                              |
|  | Nodosaurus                                                   |
|  |                                                              |
|  | Pawpawsaurus                                                 |
|  |                                                              |
|  | Sauropelta                                                   |
|  |                                                              |
|  | Silvisaurus                                                  |
|  |                                                              |
|  | Stegopelta                                                   |
|  |                                                              |
|  | Texasetes                                                    |
|  |                                                              |
|  | \| \| Edmontonia \| \| \| \| \| \| Panoplosaurus \| \| \| \| |
|  |                                                              |
|  | Edmontonia                                                   |
|  |                                                              |
|  | Panoplosaurus                                                |
|  |                                                              |

|  | Edmontonia    |
|  |               |
|  | Panoplosaurus |
|  |               |

## Storia della scoperta

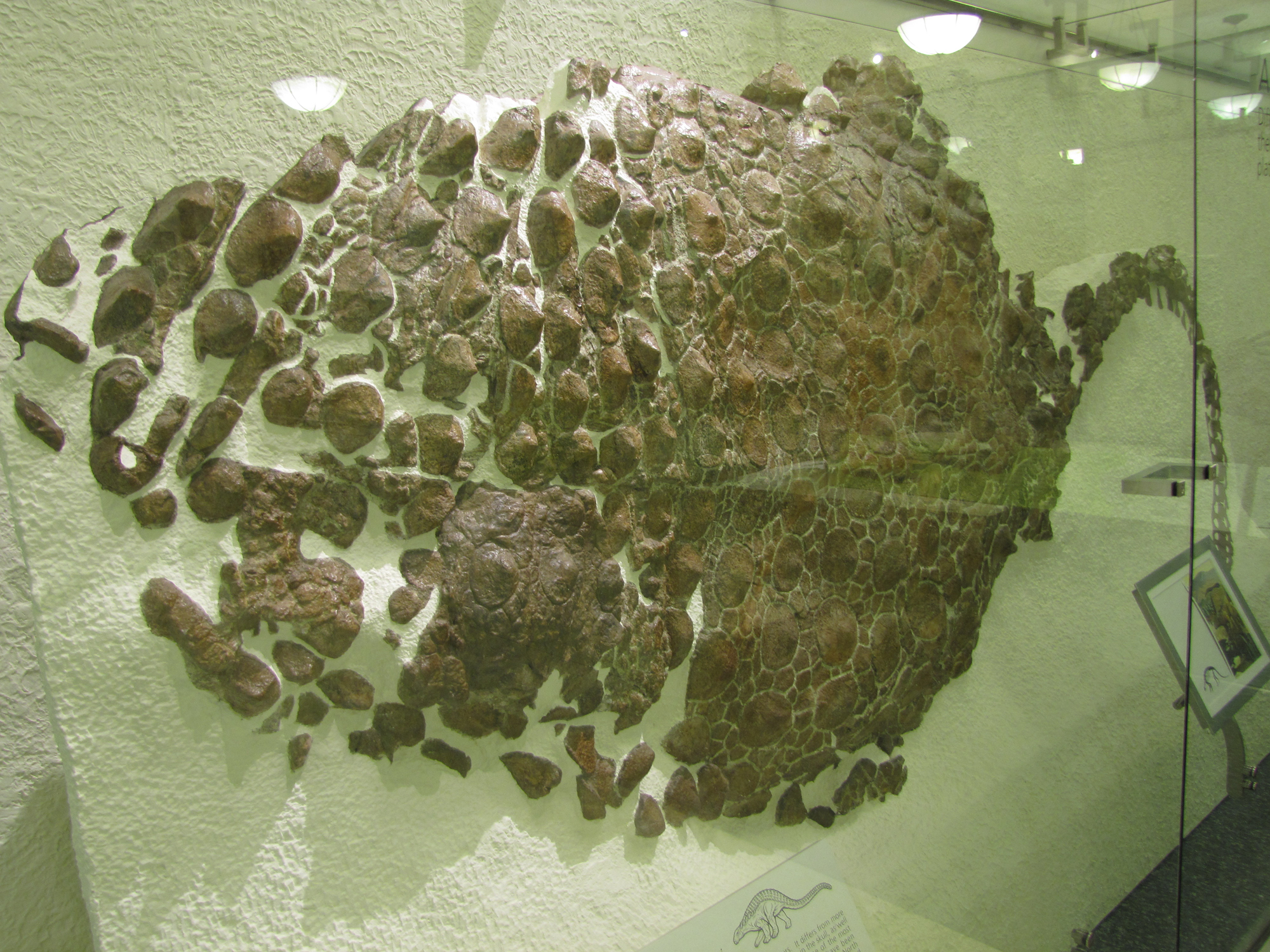
Corazza di Sauropelta, dell'esemplare AMNH.

Nei primi anni del 1930, il famoso cacciatore di fossili e paleontologo Barnum Brown raccolse l'esemplare olotipico di Sauropelta (AMNH 3032, composto da uno scheletro parziale), in quella che oggi è la Formazione Cloverly, nella Contea di Big Horn, Montana. In seguito Brown scoprì altri due esemplari (AMNH 3035 e AMNH 3036). Quest'ultimo è uno degli scheletri di nodosauride meglio conservati noti alla scienza, comprendendo gran parte dell'armatura dell'animale, ed è oggi in mostra all'American Museum of Natural History, di New York. L'esemplare AMNH 3035, invece, conserva parte dell'armatura cervicale e parte del teschio, a cui manca solo la punta. Una nuova spedizione nel 1960, guidata dal paleontologo John Ostrom dell'Università di Yale, recuperò alcuni altri campioni provenienti sempre dalla Formazione Cloverly.
Nonostante il nome Sauropelta fosse stato già coniato due anni prima, ci fu una notevole confusione di natura tassonomica, quando nel 1972, su una rivista scientifica apparve il nome "Peltosaurus", in una didascalia sotto la foto dell'semplare AMNH 3036. Anche se Brown non pubblicò mai il nome o la descrizione dei resti dell'animale, oggi noti come Sauropelta edwardsorum, il nome "Peltosaurus" fu usato impropriamente per descrivere i vari resti fossili durante le esposizioni museali. Tuttavia, il nome Peltosaurus era già stato utilizzato per indicare un estinto genere di lucertola, vissuta in Nord America e facente parte della famiglia degli anguidae. Fortunatamente oggi questo nome non è più in uso per indicare il dinosauro.
Nel 1999, Carpenter e colleghi descrissero del materiale fossile di un grande nodosauride, proveniente dallo Utah, e scoperto in un membro della Formazione Cedar Mountain, chiamato Poison Strip Sandstone, contemporaneo alla Formazione Cloverly. Tali resti furono quasi subito attribuiti al genere Sauropelta, come possibile nuova specie, tuttavia tale parentela non venne mai confermata. Infatti nelle pubblicazioni più recenti, Carpenter si riferisce sempre all'animale, come un nodosauride generico.

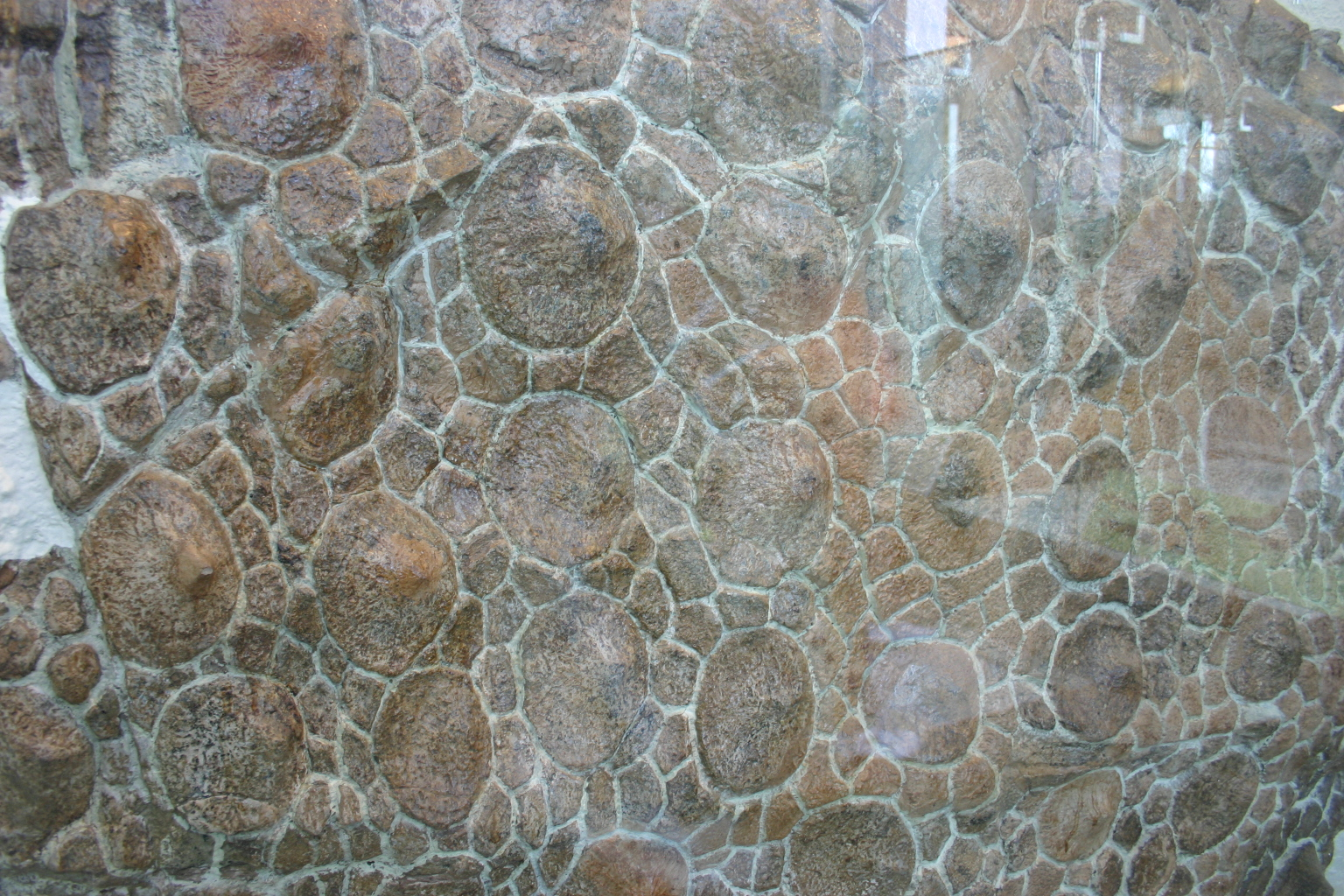
Primo piano dell'armatura del Sauropelta. Da notare i numerosi osteodermi e noduli ossei incastonati tra loro come le maglie di un'armatura medievale.

Un'altra scoperta recente, ma non descritta, include il ritrovamento di un cranio completo, sempre proveniente dalla Formazione Cloverly, del Montana e un enorme scheletro frammentario, proveniente dalla Formazione Cedar Mountain, dello Utah. Queste scoperte furono pubblicate solo nell'abstract per l'annuale conferenza della Società di Paleontologia dei Vertebrati, dove ancora oggi si discute se i campioni rappresentino davvero del nuovo materiale da ascrivere al genere Sauropelta.

### Scoperta delle impronte
Nel 1932, Charles Mortram Sternberg segnalò la presenza di alcune orme fossili di un grande dinosauro quadrupede, in alcune rocce risalenti al Cretaceo inferiore, in quella che è la Columbia Britannica, Canada. Sternberg descrisse così un nuovo ichnogenere (un genere descritto sulla base di impronte), che denominò Tetrapodosaurus borealis, descrivendolo come un ceratopside. Tuttavia, nel 1984 il paleontologo Kenneth Carpenter riesaminò il fossile, affermando che si trattasse di impronte di anchilosauride piuttosto che ceratopside, specificando inoltre che si trattasse di impronte di Sauropelta. Cinque anni dopo, furono ritrovate numerose impronte di Tetrapodosaurus, presso Smoky River Coal Mine, in Alberta. Questo sito è considerato il giacimento di impronte di ankylosauride più importante al mondo.

## Paleoecologia

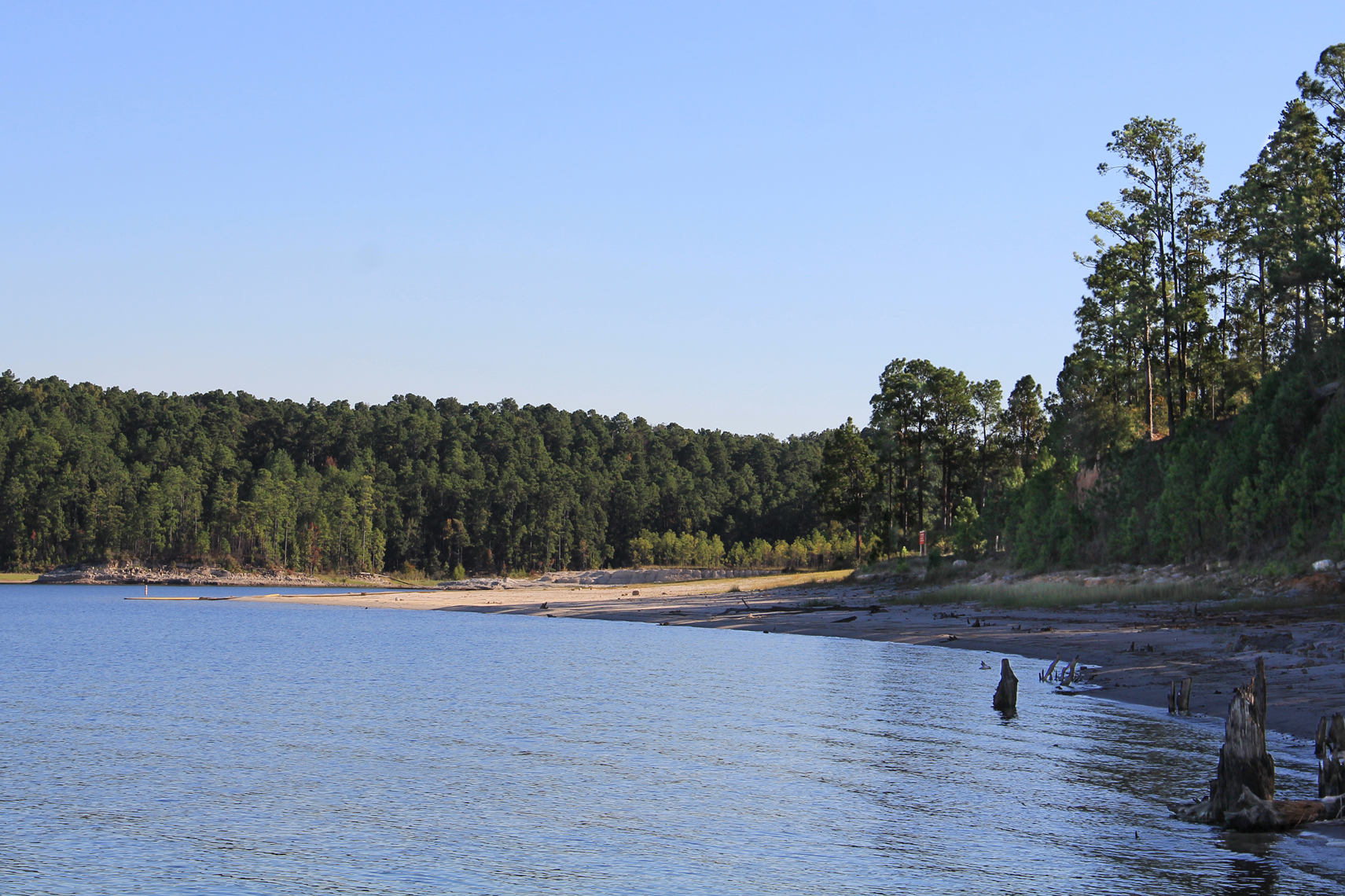
L'habitat del Sauropelta comprendeva, vaste foreste di conifere e grandi laghi, in un ambiente molto simile a quello della moderna Louisiana.

Il Sauropelta è forse il più antico genere noto di nodosauride. Infatti, tutti gli esemplari noti di S. edwardsorum sono stati recuperati nella sezione centrale della Formazione Cloverly, sia in Wyoming sia in Montana, risalenti alla fine dell'Aptiano e all'inizio dell'Albiano, durante il Cretaceo inferiore, ovvero circa 115-110 milioni di anni fa. L'habitat del Sauropelta comprendeva vaste pianure alluvionali in cui scorrevano fiumi che drenavano in mare, dal profondo entroterra a nord e ad est, portando i sedimenti erosi dalle basse montagne a ovest. Le periodiche inondazioni di questi fiumi copriva le pianure circostanti, formando nuovi sedimenti fangosi, creando così la Formazione Cloverly e seppellendo per lungo tempo i resti degli animali della regione. Con l'avanzare del tempo, la Formazione Cloverly, sarebbe stata sommersa dal mare poco profondo, che espandendosi avrebbe coperto l'intera regione dividendo a metà il Nord America e formando il Mare interno occidentale. I numerosi fossili di alberi di conifere, suggeriscono che queste pianure fossero coperte da fitte foreste. L'erba non si sarebbe evoluta fino al Cretaceo superiore, quindi il Sauropelta e gli altri erbivori della zona, si nutrivano quasi esclusivamente di arbusti e cespugli bassi, dalle conifere alle cicadee. I Nodosauridi, come il Sauropelta avevano musi stretti e allungati, un adattamento visto anche negli animali di oggi per sfogliare i bassi cespugli, al contrario degli animali che brucano l'erba che posseggono una bocca ampia.
Nel suo ambiente, il Sauropelta era uno degli erbivori più importanti dell'ecosistema, insieme all'altrettanto comune ornitopode Tenontosaurus. La rimanente fauna erbivora era rappresentata dal piccolo ornitopode Zephyrosaurus, alcuni rari sauropodi titanosauri come il Sauroposeidon, e un genere sconosciuto di ornithomimosauro. Tra i predatori della zona figurava il dromaeosauride Deinonychus, che nonostante le sue ridotte dimensioni era uno dei predatori più pericolosi e comuni della zona, essendo in grado di cacciare praticamente qualsiasi animale della zona. Nella regione viveva anche il piccolo e primitivo oviraptorosauro Microvenator, probabilmente un cacciatore di piccole prede, mentre il superpredatore dominante della regione era il grande allosauroide Acrocanthosaurus, che grazie alla sua mole e alla sua ferocia era in grado di fronteggiare qualunque animale, cacciando soprattutto sauropodi giganti. La fauna del luogo comprendeva anche dipnoi, mammiferi triconodonti e diverse specie di tartarughe, mentre nelle acque palustri si aggiravano alcune specie di coccodrilli, indicando che il clima della regione era caldo tutto l'anno. La Formazione Cloverly fu l'ultimo santuario per le specie autottone del luogo, evolutesi dal Giurassico come gli allosauroidi, gli stegosauridi e alcune varietà di enormi sauropodi. In seguito, nei primi del Cretaceo inferiore, alla fauna preesistente si aggiunsero i primi dromeosauri, alcuni ornitopodi e i nodosauridi come il Sauropelta, che in seguito diventeranno la fauna dominante della regione. Verso la fine del periodo Cretaceo, molti animali come gli allosauroidi e i sauropodi più primitivi si estingueranno dall'emisfero boreale , lasciando il posto ad animali emigrati dall'Asia, tra cui i tirannosauridi, i ceratopsidi e gli ankylosauridi, che soppianteranno la fauna originale, prendendone il posto e formando una fauna mista per tutto il Cretaceo.